# Doomsday Clock (DC Comics)
Doomsday Clock (O Relógio do Juízo Final em português) é uma minissérie de histórias em quadrinhos publicada originalmente pela DC Comics nos Estados Unidos da América, servindo como uma continuação para Watchmen de Alan Moore e Dave Gibbons. O primeiro número foi lançado em novembro de 2017, sendo concluída em dezembro de 2019, com o lançamento de sua décima segunda edição.
A história também representa a conclusão da iniciativa DC Rebirth, e foi escrita pelo diretor de criação Geoff Johns com arte do desenhista Gary Frank e do colorista Brad Anderson. No Brasil, a minissérie é publicada pela editora Panini Comics.

## Antecedentes
Doomsday Clock faz parte da iniciativa Renascimento e vai continuar a narrativa que foi estabelecida no one-shot DC Universe: Rebirth Special #1 de 2016 e nos crossovers Superman Reborn e The Button de 2017. A minissérie mostrará os personagens introduzidos por Alan Moore e Dave Gibbons em Watchmen (1986–1987) interagindo no Universo DC.
A série foi revelada em 14 de maio de 2017, através de um teaser exibindo o logotipo do Superman estampado no Relógio do Juízo Final de Watchmen, e o título da série no mesma fonte em negrito usada em Watchmen.
A história vai mostrar vários personagens da DC, mas o foco em particular será no Superman e no Doutor Manhattan. "É o projeto mais pessoal e mais épico, totalmente enlouquecedor no qual eu já trabalhei em minha carreira," Johns disse ao Syfy Wire. "Com o Renascimento, eu abri a porta para o Manhattan. Parte disso foi o amor que tenho pela influência que Watchmen tem no mundo real. Eu coloquei o Manhattan lá, e sempre pensei que havia uma história do Manhattan/Superman para ser contada, mas então... tudo cresceu. E cresceu. E dominou meu coração e alma. Ainda sim, no fundo da história, temos um ser que perdeu sua humanidade, e se distanciou disso, e um alien que encarna a humanidade mais do que a maioria dos humanos. Eu amo a ideia de que Watchmen influenciou a DC, mas como seria o contrário disso? E vai além disso."
Além de anunciar em entrevista ao Syfy Wire que escreverá Doomsday Clock, o roteirista Geoff Johns diz que o encontro de Superman com o Dr. Manhattan nessa minissérie que explicará mais da presença de Watchmen no universo de super-heróis da DC Comics não será a história de pancadaria tradicional. "Nós não queríamos ver Dr. Manhattan duelando com Superman nas páginas de Action Comics, com todo o respeito. Essa HQ não é sobre isso, é algo diferente...", diz Johns. Segundo ele, o confronto do otimismo do Superman com as ações cínicas de Dr. Manhattan - que seria o responsável pelo reboot dos Novos 52 na cronologia da DC - vai tratar da própria essência do Universo DC. "Tematicamente e metaforicamente, não havia escolha melhor do que usar o Dr. Manhattan", diz o roteirista.

### Lançamento
A primeira edição de Doomsday Clock foi lançada em 22 de novembro de 2017 e terá doze edições liberadas. A série foi originalmente programada com edições mensais e conclusão em dezembro de 2018, com pausas em março e agosto de 2018. Em 18 de dezembro de 2017, Geoff Johns usou o twitter para divulgar que: "Haverá uma pausa de um mês depois das primeiras quatro edições, entre a #4 e a #5, para manter a qualidade e o número de páginas o mais alto possível.” Em janeiro de 2018, foi anunciado que o título será bimestral – o que significa que a edição quatro será lançada em março ao invés de fevereiro, e com o atraso a 12.ª e última edição deve ser lançada apenas em meados de 2019.

## Enredo

### Número 1
Em 22 de novembro de 1992, sete anos após os acontecimentos de Watchmen, o plano arquitetado por Ozymandias para garantir a Paz Mundial foi por água abaixo depois que os detalhes do diário de Rorschach foram investigados por Jack N. Anderson, que publicou um artigo intitulado "The Great Lie" ("A Grande Mentira"), revelando ao público toda a trama macabra descrita em Watchmen. Como consequência, Ozymandias é agora o homem mais procurado do mundo. Os Estados Unidos da América está à beira de uma guerra com a Rússia e os cidadãos americanos estão sendo alertados a evacuar suas cidades. Quando começam os preparativos para a iminente guerra nuclear, Rorschach invade uma prisão para libertar uma mulher chamada Erika Manson, também conhecida como a Marionete, e seu marido Marcos Maez, também conhecido como o Mímico. Erika descobre que este Rorschach não é Walter Kovacs, e sim um sucessor. Rorschach leva os dois ao esconderijo do Nite Owl e os apresenta ao seu parceiro Ozymandias, que revela estar morrendo devido a um câncer. Ele oferece ao casal a localização de seu filho e 200 milhões de dólares se o ajudarem a localizar o Doutor Manhattan. Enquanto isso, em outro universo, Clark Kent está sonhando com seus pais, Jonathan e Martha Kent. Ele relembra a noite em que os dois morreram em um acidente de carro. Sua esposa, Lois, o acorda preocupada, já que não se lembra da última vez que Clark teve um pesadelo. Clark responde que ele jamais teve um.

### Número 2
Marionete ao lado de Mímico, Ozymandias e Rorschach, partem a bordo da Archie. À medida que os mísseis nucleares russos se aproximam, Ozymandias ativa uma máquina que transporta a Archie para a localização mais recente deixada pelas partículas de elétrons do Doutor Manhattan: Gotham City, que Ozymandias identifica como uma cidade de outra terra, em outro universo. Depois de aterrar, Ozymandias e Rorschach deixam Marionete e Mímico algemados dentro da a Archie e partem para  explorar a cidade, descobrindo as semelhanças e diferenças deste universo e o deles, principalmente a presença abundante de seres super-humanos, incluindo alguns que são personagens de ficção em seu próprio universo. Depois de algumas pesquisas na biblioteca local, Ozymandias descobre que os Estados Unidos deste universo estão passando por sua própria crise nacional: a recente confirmação da "Supermen Theory" ("Teoria dos Super Homens") criada pela Dr. Helga Jace, que acusa o governo americano de criar seus próprios meta-humanos. Rex Mason e Kirk Langstrom são dois dos meta-humanos envolvidos. O Batman está sobre a mesma opinião pública, visto como um símbolo do fascismo; além disso, a Wayne Enterprises está sob a forte ameaça de uma aquisição corporativa pela LexCorp. Decidindo trazer aliados para a busca por Manhattan, Rorschach e Ozymandias separam-se para recrutar os dois homens mais inteligentes desse universo: Bruce Wayne e Lex Luthor. Rorschach encara o alter ego de Bruce Wayne na Batcaverna, enquanto Ozymandias confronta Luthor em seu escritório. No entanto, Ozymandias e Luthor acabam sendo atacados inesperadamente pelo Comediante, aparentemente ressuscitado.

### Número 3
Em um flashback, é revelado que Doutor Manhattan interveio no assassinato do Comediante por Ozymandias e o transportou para Metrópolis. No presente, Ozymandias consegue escapar depois de uma curta briga contra o Comediante. Enquanto isso, Rorschach tenta convencer o Batman a ajudá-lo a encontrar Manhattan dando-lhe o diário de Kovacs. Batman deixa Rorschach à vontade na mansão enquanto lê o diário. Quando Rorschach acorda depois de um pesadelo, Batman conta que encontrou uma anomalia temporal vinda do Asilo Arkham. Só que Batman estava enganando Rorschach, atraindo-o para o Arkham e o deixando trancado lá. Na Archie, Marionete e Mímico escapam das algemas e saem andando por Gotham. Eles entram em um bar do submundo que pertence ao Coringa e depois de uma confusão acabam matando violentamente vários capangas do vilão. Depois disso eles decidem procurar pelo Coringa. Em outro lugar, numa casa de repouso, o idoso Johnny Thunder olha para fora da janela com tristeza enquanto espera sua família para levá-lo para jantar, enquanto os outros residentes discutem sobre o que devem assistir na TV. 

## Vendas

### Nos Estados Unidos[nota 1]
Em dezembro de 2017, a distribuidora Diamond divulgou os dados relativos às vendas de quadrinhos em novembro, e Doomsday Clock #1 foi o título mais vendido. Segundo dados divulgados pela mesma distribuidora, a revista em quadrinhos mais vendida em dezembro de 2017 foi Doomsday Clock #2. Para o mês de janeiro de 2018, de acordo com os dados da Diamond, a liderança ficou com Doomsday Clock #3, que vendeu cerca de 157 mil unidades, seguido por Dark Nights: Metal #5, com 149 mil.